# Burg Jossa
Die Burg Jossa, auch Dagsberg genannt, ist eine heute nur noch in Resten vorhandene Ruine einer Höhenburg auf 295 m ü. NHN zwischen Jugenheim und Alsbach im südhessischen Landkreis Darmstadt-Dieburg.

## Geographische Lage
Die Burg Jossa liegt am nordwestlichen Rand des Odenwalds und im Norden der Bergstraße auf der Gemarkung von Jugenheim zwischen dem bei Alsbach im Südwesten der Burgstelle gelegenen Katharinenberg und der östlich von Jugenheim und nordöstlich der Burgstelle gelegenen Bayernhöhe auf einem Bergsporn des etwa 700 m südöstlich gelegenen Darsbergs (373,9 m ü. NHN), dessen Name die Burg im 18. Jahrhundert hatte.

## Geschichte
Die Burg wurde um 1290–1300 von den Brüdern Gebhard II. und Giso IV. von Jossa auf dem Dagsberg erbaut. Sie waren die Söhne Reinhards I. von Jossa (benannt nach der Burg Joß in Burgjoß bei Salmünster) und dessen Frau Agnes, einer Tochter des Edelherren Konrad II. von Bickenbach (1245–1270) und seiner Frau Guda von Falckenstein (1237–1287), der Witwe von Schenk Konrad II. von Klingenberg. Nach dem Tode von Konrad (vor 1272) und Guda (vor 1290) erbten Agnes und ihre Söhne Gebhard und Giso das Amt Jossa, das aus Jugenheim, Balkhausen, Quaddelbach, Winthan, Staffel und den Exklaven Langwaden und dem Hof Dietersklingen bestand. Auf dem etwa 295 m hohen und damals Dagsberg genannten Burgberg bei Jugenheim bauten die Brüder die dann Jossa genannte Burg.
Schon bald darauf, am 4. August 1312, schenkten Gerhard und Giso die Burg dem Mainzer Erzbischof Peter von Aspelt und erhielten sie von ihm als Lehen zurück, mit der Verpflichtung, sie für den Erzbischof offen zu halten. Bei Fehden hatte sich Giso neutral zu verhalten und Gerhard den Mainzern Hilfe zu leisten.
Gerhard II. starb um 1335, und seine Erben verkauften die Burg und die dazugehörigen Ländereien nach und nach an die Schenken von Erbach. Ebenso veräußerten Gisos Witwe Hedwig und ihr Sohn ihre Anteile an Erbach. Damit kam das gesamte Amt Jossa, obwohl weiterhin Mainzer Lehen, in den alleinigen Besitz der Erbacher. Nach 1360 verfiel die Burg und wurde im Laufe der Zeit zur Materialgewinnung abgetragen.

## Ausgrabung und spätere Nutzung
Im September 1848 ließ Großherzog Ludwig III. von Hessen-Darmstadt in der Ruine graben, doch wurde nicht viel gefunden: drei Vorratstöpfe, ein Horn, ein Schildchen, Nägel und ein kleines Schwert. 1860 wurden die 1848 freigelegten Grundmauern zugeschüttet. Der aufgeschüttete Hügel wurde geebnet und zu einem Tanzplatz ausgebaut. Heute führen Wanderwege an den Resten der Wallmauer und dem Wallgraben vorbei.

## Beschreibung der ehemaligen Burg
Die Burg ist von einer noch erkennbaren Wallanlage umgeben, deren Umfang etwa 270 m beträgt. Auf einer Grundfläche von knapp 5200 m2 (Äußerer Wall) und etwa 910 m2 bebaubarer Burgfläche befanden sich im Westen der Anlage ein Wohn- und ein Wirtschaftsgebäude und im Osten ein Stall und der Bergfried, der einen Durchmesser von 8,4 m hatte. Die Schildmauer war bis zu 3,75 m dick. Es gab offensichtlich weder einen Brunnen noch eine Zisterne, und dieser Mangel erklärt wohl die baldige Aufgabe der Anlage. Die Burg hatte keinen Zwinger, dafür aber innerhalb der Ringmauer noch eine weitere Mauer, die vom Bergfried in den Hof hineinreichte, sodass Feinde aufgehalten werden konnten, bis sich die Verteidiger in den Turm zurückgezogen hatten. Zum Bergkamm nach Südosten hin war die Burg durch einen knapp 50 m breiten Halsgraben doppelt gesichert.

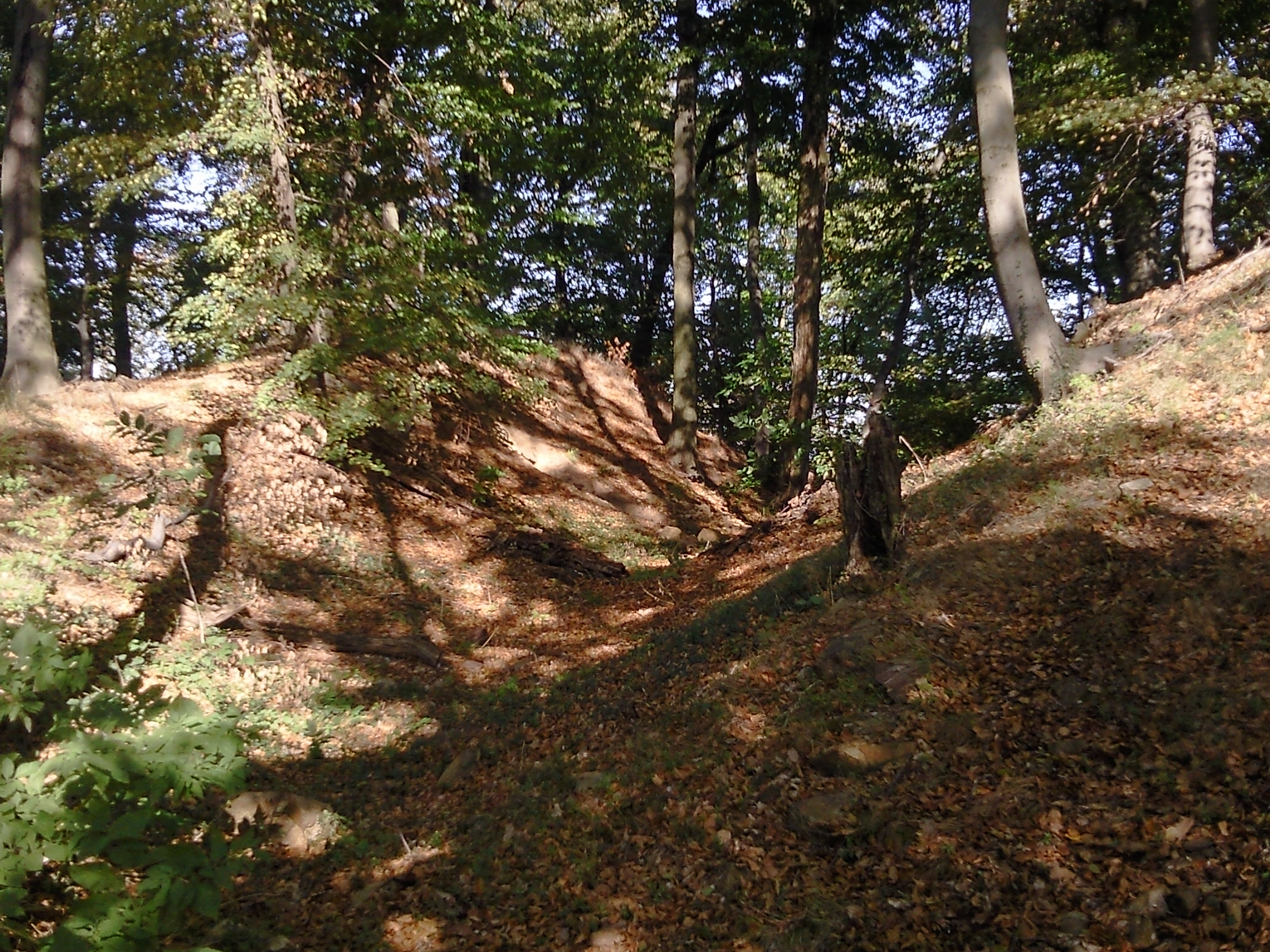
Wallgrabenreste der Burg
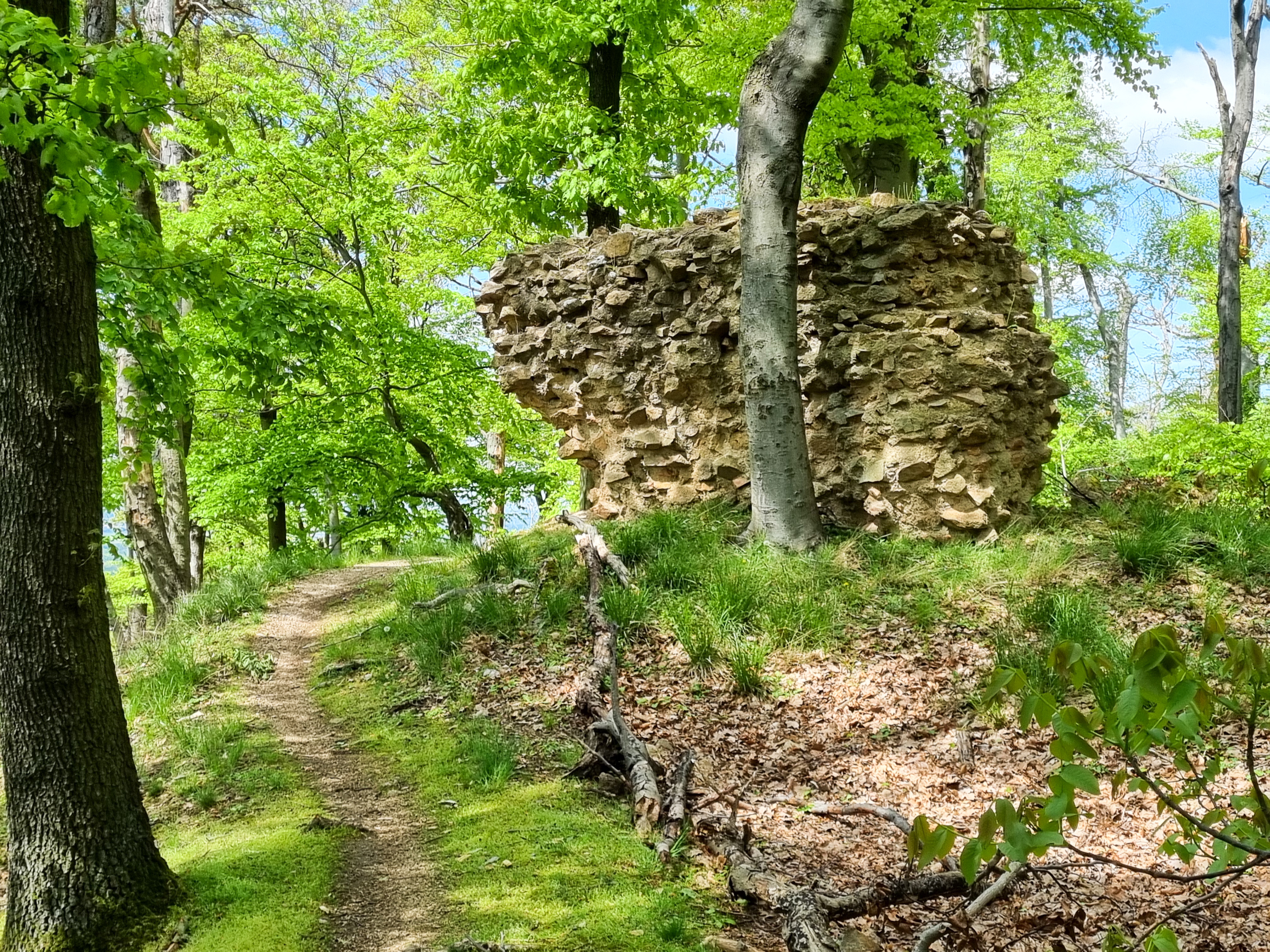
Mauerrest der Burg
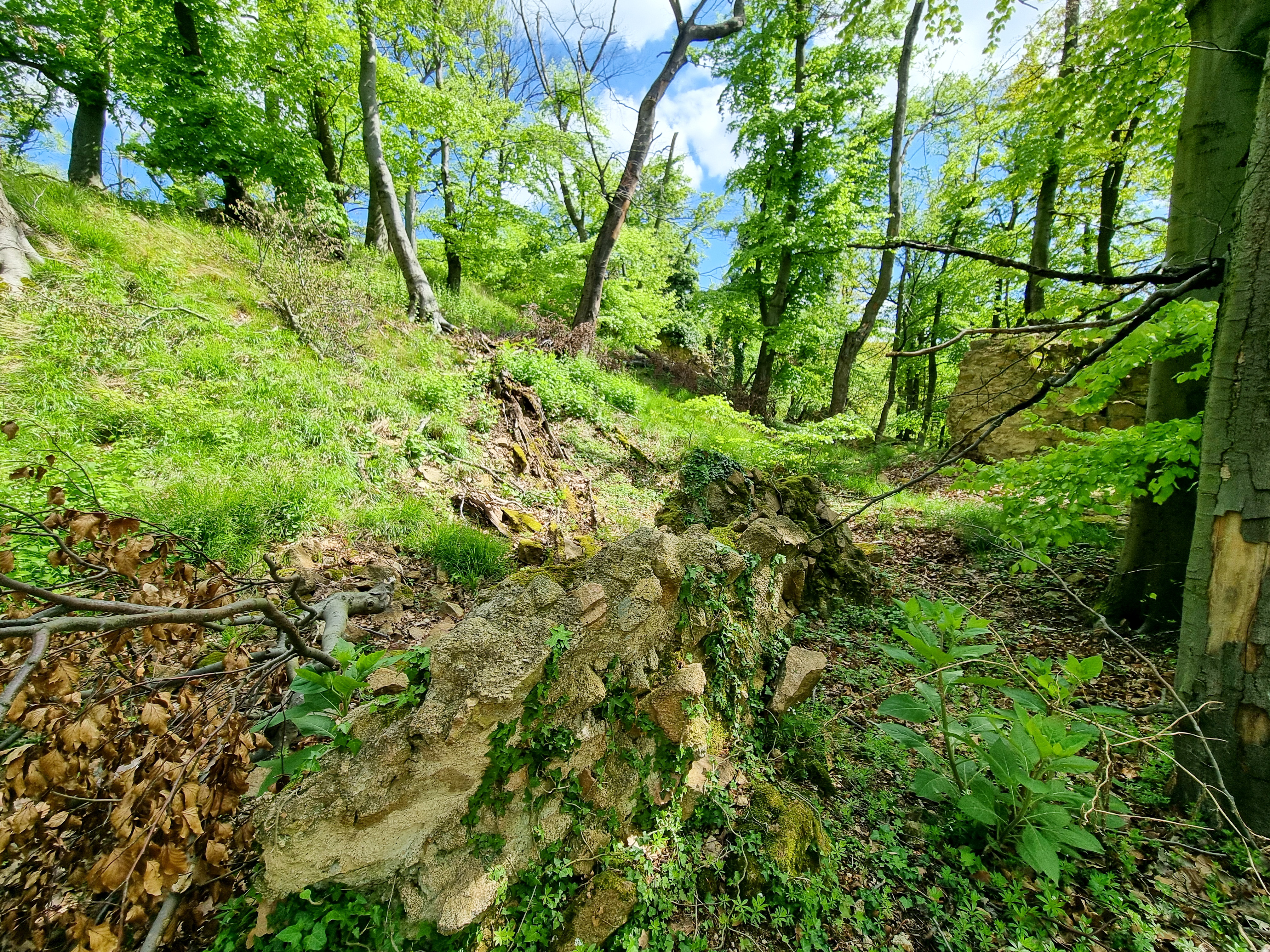
Graben und Burgstall

## Umgebung
Die Waldgebiete um die Burg sind als Natura-2000-Gebiet „Kniebrecht, Melibocus und Orbishöhe bei Seeheim-Jugenheim, Alsbach und Zwingenberg“ geschützt (FFH-Gebiet 6217-305).